# بوزون

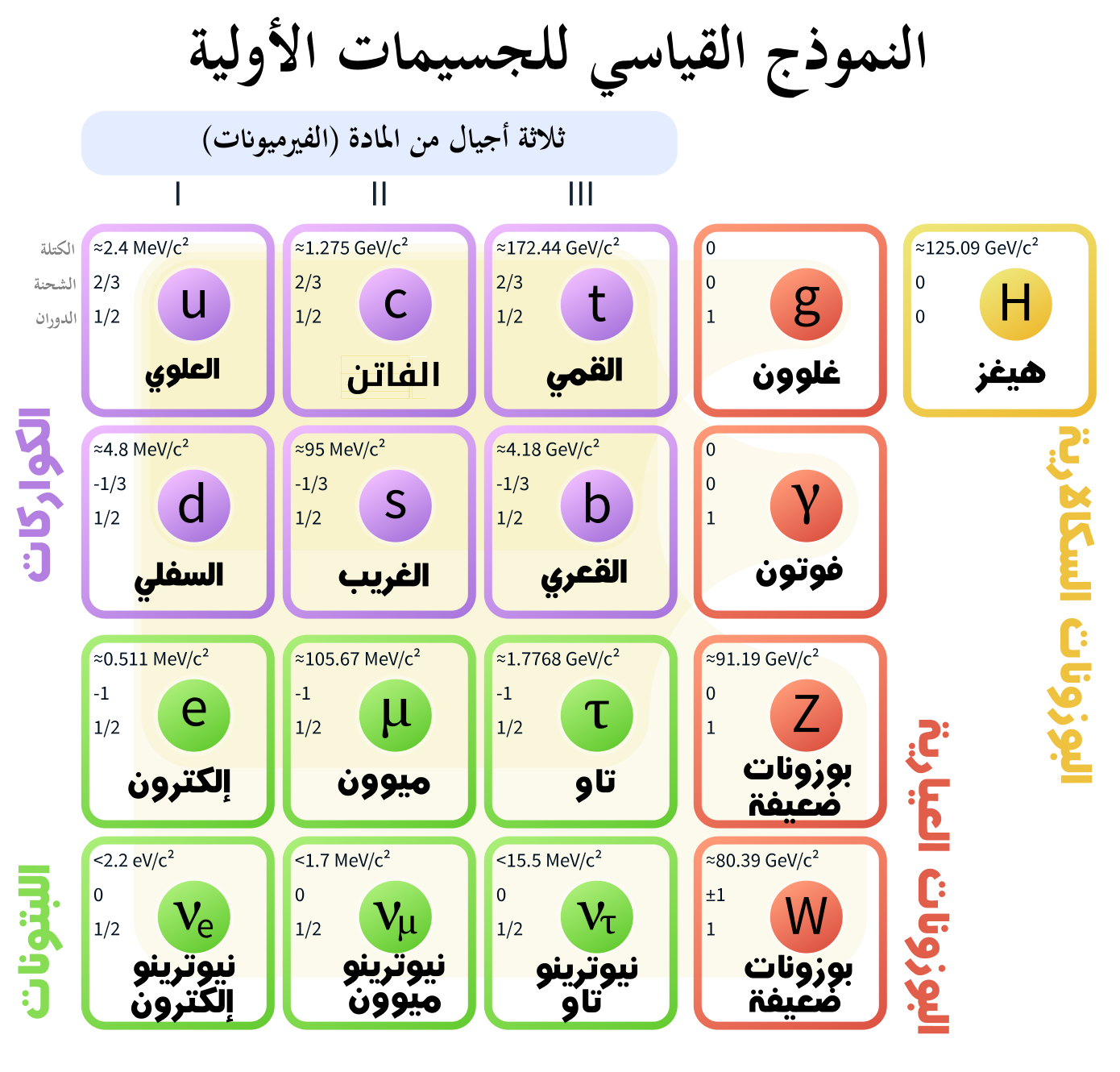
النموذج القياسيّ لأنواع الجسيمات الأوّليّة، ومن ضمنها البوزون جوج وهو في العمود اليمينيّ من الشكل.

تُصنّف جميع الجسيمات الأولية باعتبارها بوزونات أو فرميونات.
البوزون أو جسيم بوز (بالإنجليزية: Boson) هي الحقول التي تحمل الطاقة وهي موجودة في كل مكان حتى في الفراغ لذلك يمكن تسميتها عربياً بحاملات الطاقة وهي التي تحمل الطاقات الكونية الأربع: القوة النووية القوية والقوة النووية الضعيفة والكهرومغناطيسية وقوة الجاذبية.
يمكن للبوزونات أن تشكّل حالاتٍ كموميّة مركّبة مُتناظرة كلّيًّا، ونتيجة لذلك، فهي تخضع لإحصاء بوز-آينشتاين. تقول مُبرهنة إحصائيّات العزم المغزليّ للجسيمات الأوليّة: أنّ البوزونات يجب أن تملك عزمًا مغزليًّا صحيحًا، كما أنّ البوزونات هي الجسيمات الوحيدة القادرة على شغلِ نفس الحالة الكموميّة لنظامٍ منها.

## الفرق بين البوزوناتوالفرميونات
تتبع الفرميونات إحصاء فيرمي ديراك ، حيث لا يمكن لأكثر من فرميونٍ واحدٍ أن يحتلّوا نفس الحالة الكموميّة. مثال على الفرميونات نجده في الإلكترون . وتشغل الإلكترونات مستويات طاقة مختلفة في الذرة مكوِّنةً الأغلفة والمدارات حول نواة الذرة. ولا يمكن بصفة عامة لاثنين أو أكثر من الإلكترونات، شغل نفس مستوى الطّاقة (الكموميّ) في الذّرة. ولكن من الممكن أن يشغل إلكترونان نفس المستوى من الطّاقة في غلاف الذّرة، بشرط أن يكون اتجاه عدد كم مغزلي لأحدهما +1/2 (أي علويّ up spin ) ، أما الإلكترون الآخر فيكون عدده الكمومي المغزلي -1/2 (أي سفليّ down spin ). من هنا يتبيّن أهميّة العزم المغزليّ للجسيم الأوّليّ: فإذا كان عزم الجسيم المغزليّ (وهي إحدى خصائص الجســـيمات الأوّليّة) مقـــداره 1/2 مثل الإلكترون، فإنّه يتبع في توزُّعِه في نظام مثل الذرة إحصاء فيرمي-ديراك.
نجد في الشّكل المجاور 12 من الجسيمات الأولية التي تمتلك عزمًا مغزليًّا Spin مساوٍ 1/2. تلك الجسيمات هي الثلاثة جسيمات الأولى في كلّ سطر (من اليسار إلى اليمين). نجدها في السّطر الأوّل والثّاني والثّالث والرّابع، أي أنّ عدد الجسيمات ذات عزم مغزلي 1/2 هي 12 جسيم.
أمّا البوزونات، فهي لا تتبع إحصاء فيرمي-ديراك، وإنّما تتبع إحصاء بوز-أينشتاين في نظامٍ يحتويها، ونجد منها نوعان من الجسيمات الأولية: الجسيمات الخفيفة مثل الفوتون والجلوون g وكلّ منهما له عزمًا مغزليًّا يساوي 1.
وكذلك الجسميان الأوّليّان الآخران بوزون Z وبوزون W وكلاهما من الجسيمات الأوّليّة الثّقيلة، ولكلٍّ منهما عزمًا مغزليًّ صحيحًا يساوي 1.
وطبقًا لنظرية الحقل الكمومي، تكون الجسيمات الأولية ذات عزمٍ مغزليٍّ صحيحٍ من البوزونات، وتتبع إحصاء بوز-أينشتاين عند تواجدها في نظام، أمّا الجسيمات الأولية ذات العزم المغزليّ 1/2، فتكون من الفرميونات وهي تتبع إحصاء فيرمي-ديراك عند تواجدها في نظامٍ، مثل توزيع الإلكترونات على مستويات الطّاقة الكموميّة في نظام مثل الذرة.

## بوزونات مركبة
بالإضافة إلى البوزونات التي تعتبر من الجسيمات الأولية توجد بوزونات مركبة مثل بعض الذرات وبعض أنوية الذرات وبعض الهادرونات. هذا يرجع إلى الدور لذي يلعبه العزم المغزلي في انتماء الجسيم الحامل للعزم المغزلي ونوع توزيع الجسيمات في نظام كبير منها، أي الدور الذي يلعبه العزم المغزلي في الإحصاء. فإذا كان الجسيم مركّبًا من عدد ازدواجيّ من الفرميونات (كلّ منها ذو عزممغزلي 1/2) يكون لجسيم المركب بوزوناً حيث تصبح محصلة عزمه المغزليّ عددًا صحيحًا.
وعلى سبيل المثال، تُعتبر الحالات القادمة بوزونات مركبة:
- الميزون يحتوي على 1 كوارك و 1 مضاد كوارك فرميوني، فهو لذلك يكون بوزوناً مركباً،
- نواة ذرة الكربون-12 ، فهي تحتوي على 6 بروتونات و6 نيوترونات وجميعهم من الفرميونات، فتلك النواة تعتبر من البوزونات المركبة،
- ذرّة الهيليوم-4 (4He) بأكملها تحتوي نواتها على 2 من البروتونات، و 2 من النيوترونات، و2 من الإلكترونات ومحصّلة عزمها المغزلي يكون بالتالي عددا صحيحا، ولذلك فذرّات الهيليوم-4 من البوزونات، وتتبع بالتالي إحصاء بوز-أينشتاين.

ولا يحدد وجود عدد من البوزونات الداخلة في تكوين جسيم أكبر مكون منها، ومن جسيمات أولية آخرى مرتبطٌ البعض منها مع البعض الآخر وحده، عمّا إذا كان الجسيم المركّب بوزونًا أم فرميونًا، وإنّما تحدّده محصّلة العزم المغزليّ للجسيم المركب.